# Tragopogon floccosus
Tragopogon floccosus là một loài thực vật có hoa trong họ Cúc. Loài này được Waldst. & Kit. miêu tả khoa học đầu tiên năm 1803.